# Уила (вулкан)
Уи́ла (исп. Nevado del Huila [ne'βaðo ðel 'wila]) — самый высокий (высота 5365 метров) вулкан в Колумбии, расположен в департаменте Уила. Вулкан спал более 500 лет и начал показывать признаки активности в 2007 году. К 20 февраля 2007 года произошло свыше 7000 «незначительных» сейсмических событий. Сейсмическая опасность высока для департаментов Уила, Каука, Калдас, Валье-дель-Каука.

## Извержения
18 апреля 2007 года вулкан проснулся. Извержение вызвало сход оползней в реку Паэс, от этого поднялся уровень воды вдоль реки Магдалена. Жертв не было, были эвакуированы свыше 4000 человек..
Уила снова начал проявлять активность в марте 2008. После множества вулканических землетрясений 18 марта колумбийские власти объявили «жёлтую» тревогу, уровень которой был увеличен до «оранжевого» 29 марта, это означает, что извержение ожидалось в течение дней или недель. Были эвакуированы сотни людей. 14 апреля 2008 года в 23:08 произошло извержение пепла, что вынудило правительство объявить красную тревогу и эвакуировать 13 000 — 15 000 человек из окрестностей горы. Уровень тревоги было снова понижен к оранжевому 16 апреля, после уменьшения активности вулкана.
21 ноября 2008 года в 02:45 UTC произошло новое извержение, жертвами которого стали не меньше 10 человек, более 12000 были эвакуированы.